# Salto-Sciliar
Il comprensorio del Salto-Sciliar (in tedesco Salten-Schlern, in ladino Salten-Scilier) comprende 13 comuni della bassa valle dell'Isarco (Basso Isarco), in Alto Adige. Il suo nome deriva da quello dei due altopiani del Salto e dello Sciliar.
Sebbene non facente parte del comprensorio, il capoluogo è Bolzano.

## Comuni
Il comprensorio del Salto-Sciliar/Salten-Schlern consta di 13 comuni su 1.037 km² con 44.917 abitanti (2003) di cui almeno l'80% sono di madre lingua tedesca, molto forte è la componente ladina che è quasi il 20% della popolazione, scarsa quella dei madrelingua italiani:
1. Castelrotto - Kastelruth
2. Cornedo all'Isarco - Karneid
3. Fiè allo Sciliar - Völs am Schlern
4. Meltina - Mölten
5. Nova Levante - Welschnofen
6. Nova Ponente - Deutschnofen
7. Ortisei - St. Ulrich in Gröden - Urtijëi
8. Renon - Ritten
9. Sarentino - Sarntal
10. Santa Cristina Valgardena - St. Christina in Gröden - S. Crestina-Gherdëina
11. Selva di Val Gardena - Wolkenstein in Gröden - Sëlva
12. San Genesio Atesino - Jenesien
13. Tires - Tiers